# Verónica
Pour plus de détails, voir Fiche technique et Distribution.
Verónica est un film d'horreur espagnol écrit et réalisé par Paco Plaza, sorti en 2017.

## Synopsis
Madrid, 1991. Lors d'une éclipse solaire, une lycéenne, Verónica, participe à une séance de spiritisme avec ses deux amies. La jeune fille est harcelée par des créatures surnaturelles qui menacent de s'en prendre à elle et à sa famille. La santé mentale de Verónica se dégrade : elle devient peu à peu insomniaque et violente avec ses proches, et est prise de crises soudaines... 

## Fiche technique
- Titre original et français : Verónica
- Réalisation et scénario : Paco Plaza
- Musique : Chucky Namanera
- Photographie : Pablo Rosso
- Montage : Martí Roca
- Sociétés de production : Apaches Entertainment et Expediente La Película A.I.E.
- Sociétés de distribution : Wild Bunch
- Pays d'origine :  Espagne
- Langue originale : espagnol
- Genre : horreur
- Durée : 110 minutes
- Dates de sortie :
  - Espagne : 25 août 2017
  - France : 24 janvier 2018

## Distribution
- Sandra Escacena : Verónica
- Bruna González : Lucía
- Claudia Placer : Irene
- Iván Chavero : Antoñito
- Ana Torrent : Ana
- Consuelo Trujillo : Sœur Muerte
- Ángela Fabián : Rosa
- Carla Campra : Diana
- Chema Adeva : Romero
- Miranda Gas : Rodríguez
- Luis Rallo : Navarro

## Eléments liés
Hermana muerte (Les ordres du mal), film sorti en 2023 sur Netflix.